# Ембулатово
Ембула́тово (тат. Ямбулат) — село в Буинском районе Республики Татарстан, в составе Мокросавалеевского сельского поселения.

## Этимология названия
Топоним произошёл от антропонима тюрко-татарского происхождения «Ямбулат».

## География
Село находится на реке Карле, в 23 километрах к западу от города Буинска.

## История
Село известно с 1667 года. В дореволюционных источниках известно под названиями Шамордино, Хыркассы, Покровское.
В XVIII - 1-й половине XIX веков жители относились к категории удельных крестьян. Занимались земледелием, разведением скота, пчеловодством, портняжным, валяльно-войлочным, кузнечным, плотничным промыслами.
В начале XX века в Ембулатово функционировали церковь, земская школа, фельдшерский пункт, 15 торгово-промышленных заведений. В этот период земельный надел сельской общины составлял 2328 десятин.
До 1920 года село входило в Тимбаевскую волость Буинского уезда Симбирской губернии. С 1920 года в составе Буинского кантона ТАССР. С 10 августа 1930 года в Буинском районе.

## Население
| 1859 | 1880   | 1897   | 1910   | 1913   | 1920   | 1926   | 1938   | 1949  | 1958  | 1970  | 1979  | 1989  | 2002  | 2010  |
| ---- | ------ | ------ | ------ | ------ | ------ | ------ | ------ | ----- | ----- | ----- | ----- | ----- | ----- | ----- |
| 928  | 1156 ↗ | 1484 ↗ | 1763 ↗ | 2045 ↗ | 1943 ↘ | 1807 ↘ | 1055 ↘ | 742 ↘ | 662 ↘ | 371 ↘ | 302 ↘ | 171 ↘ | 155 ↘ | 113 ↘ |

По переписи 1989 года, русских — 63 %, чувашей — 35 %.

## Известные уроженцы, жители
- Вахоркин, Сергей Семёнович (1909—2011) — советский нефтяник, Герой Социалистического Труда.

## Экономика
Полеводство, молочное скотоводство.

## Социальная инфраструктура
Начальная школа, клуб, фельдшерско-акушерский пункт.

## Транспортная инфраструктура
Через деревню проходит автомобильная дорога регионального значения 16 ОП РЗ 16К-0612 (Вольный Стан — Яшевка).